# Stadieus
Stadieus (stgr. Σταδιεύς) był greckim rzeźbiarzem, urodzonym w Atenach, działającym około roku 200 p.n.e., wymienianym przez Pauzaniasza jako nauczyciel Poliklesa. 